# Ibraguim Khamrakúlov
Ibragim Khamrakulov (nascut el 28 de juliol de 1982 a l'RSS de l'Uzbekistan), és un jugador d'escacs uzbek, nacionalitzat espanyol. Té el títol de Gran Mestre Internacional des de 2006, i representa Espanya internacionalment des de 2007.
Tot i que es troba inactiu des de gener de 2014, a la llista d'Elo de la FIDE de l'octubre de 2015, hi tenia un Elo de 2435 punts, cosa que en feia el jugador número 64 de l'estat espanyol. El seu màxim Elo va ser de 2604 punts, a la llista d'octubre de 2007 (posició 142 al rànquing mundial).

## Resultats destacats en competició
El 1998 es va proclamar Campió del món Sub-16 i campió asiàtic juvenil.
El setembre de 2005 guanyà l'Open Internacional de Marchena (Sevilla) amb 8/9. El juny de 2006 va empatar als llocs 5è-13è en el VII Memorial Narciso Yepes a Lorca (Múrcia) aconseguint la seva tercera i definitiva norma de GM. L'octubre de 2006 va vèncer el I Memorial d'Escacs Javier Carpintero a Évora (Portugal) amb 5/5. El desembre de 2006 va guanyar el XII Torneig Internacional de Navalmoral de la Mata (Càceres) empatat a set punts amb Alon Greenfeld, Atanas Kolev i Elizbar Ubilava.
El març de 2007 va vèncer el VI Torneig Ciudad del Vino a Almendralejo (Badajoz) amb 6.5/7 punts, per davant de Manuel Pérez Candelario. L'abril de 2007 va vèncer el Torneig Internacional de La Roda (Albacete) amb 7.5/9 empatat amb el serbi Dragan Paunovic i a l'Obert Vila de Benidorm amb 8/10 punts, empatat amb el búlgar Boris Chatalbashev. El maig de 2007 va guanyar l'Obert Internacional Vila de Salou amb 7.5/9 per davant de Serhí Fedortxuk.
El 2007 va quedar tercer en el Campionat d'Espanya d'escacs; va ser eliminat en semifinals per Josep Manuel López Martínez, i en el matx pel tercer i quart lloc va vèncer Pablo San Segundo. Com a membre de l'equip Cuna de Dragones de Mèrida fou subcampió d'Espanya per equips el 2007, amb una puntuació individual de 4/7 (+4 =0 -3). El mateix any 2007 va representar per primera vegada la selecció espanyola, ocupant el quart tauler de l'equip al Campionat d'Europa per equips. Espanya va acabar en l'11a posició i Ibragim va fer 3/6 punts.
El gener de 2008, va quedar 2n al XXXIII Obert Internacional "Ciutat de Sevilla", rere l'armeni Karen Movzsizsian amb 7,5 punts, per davant d'un grup de 8 jugadors entre els qui hi havia Kevin Spraggett i Josep Manuel López Martínez. A la llista d'Elo de la FIDE d'abril de 2008 hi tenia un Elo de 2603 punts, ocupant la quarta posició en el rànquing dels jugadors espanyols.
El juny del 2009 fou campió de l'Obert actius Santa Coloma de Queralt amb 7 punts de 8, per davant de Cristhian Cruz Sánchez i de Xavier Vila Gázquez.
El desembre de 2011 guanyà el Campionat d'Espanya d'escacs ràpids celebrat a Barcelona, per davant de Gabriel del Río).

### Competicions internacionals per equips
En Khamrakulov ha participat, representant Espanya, en un Campionats d'Europa per equips l'any 2007 (amb un total de 3 punts de 6 partides, un 50,0%) (+1 =4 -1).
També ha participat, representant Espanya, en una Olimpíada d'escacs l'any 2008 (amb un total de 2½ punts de 6 partides, un 41,7%).
| Any  | Olimpíada         | Ciutat  | Elo propi | Tauler | Partides | Guanyades | Taules | Perdudes | %     | Posició indiv. | Posició equip |
| ---- | ----------------- | ------- | --------- | ------ | -------- | --------- | ------ | -------- | ----- | -------------- | ------------- |
| 2008 | XXXVIII Olimpíada | Dresden | 2580      | 4t     | 6        | 2         | 1      | 3        | 41,7% |                | 10            |

| Any  | Europeu                | Ciutat    | Elo propi | Tauler | Partides | Guanyades | Taules | Perdudes | %     |
| ---- | ---------------------- | --------- | --------- | ------ | -------- | --------- | ------ | -------- | ----- |
| 2007 | XVI Europeu per equips | Heraklion | 2604      | 4t     | 6        | 1         | 4      | 1        | 50,0% |

## Estil de joc
Khamrakúlov té un estil molt agressiu que de vegades s'assembla al d'Aleksei Xírov. En el seu repertori d'obertures hi ha entre d'altres l'obertura escocesa, la defensa siciliana i la defensa Grünfeld.